# Łasza Pipija
Łasza Gudajewicz Pipija (ros. Лаша Гудаевич Пипия, ur. 27 grudnia 1975, zm. 31 lipca 2021) – rosyjski judoka i sambista.
Uczestnik mistrzostw świata w 1999 i 2001. Startował w Pucharze Świata w latach 1999–2001, 2003 i 2004. Srebrny medalista mistrzostw Europy w 2001; piąty w 2002, a także trzeci w drużynie w 2002. Mistrz Rosji w 2000 roku.